# Église Saint-Grégoire de Munster
Pour les articles homonymes, voir Église Saint-Grégoire.
L’église Saint-Grégoire est une abbatiale disparue qui desservait autrefois l’abbaye de Munster. Bien que celle-ci ait été fondée vers le milieu du VIIe siècle, la première église connue ne date que du Xe siècle. Cette église carolingienne est entièrement reconstruite au XIIe siècle pour laisser la place à un édifice de style roman. Celui-ci fait l’objet d’un grand chantier de rénovation au XVe siècle, pendant lequel l’ancien chœur roman est notamment remplacé par un grand chœur gothique.

## Histoire
Les fouilles archéologiques réalisées dans l’emprise de l’abbaye et ses alentours immédiats ont livré des éclats de pierres taillées datant de la Préhistoire, ainsi que des tessons de céramique de la Protohistoire et de l’Antiquité. Ces éléments demeurent toutefois isolés et aucune trace plus tangible d’occupation du site antérieurement au Moyen Âge n’a encore découverte. Les premières constructions repérées sur le site sont datées entre les VIe et VIIIe siècles, mais elles sont trop ténues pour permettre de considérer qu’il s’agit des vestiges d’une église, ou même qu’elles sont en lien avec l’abbaye.
Ce n’est qu’à partir du Xe siècle qu’une église est identifiée avec certitude sur le site. Cette église est rasée dans au XIIe siècle, préalablement à la construction d’une église romane bien plus grande. D’après les quelques éléments lapidaires retrouvés, l’église est reconstruite vers le milieu ou dans la deuxième moitié du XIIe siècle. Cette reconstruction ne concerne pas seulement l’église, d’autres parties du monastère étant construites ou reconstruites à la même période. Ce chantier pourrait ainsi être la conséquence de l’incendie qui ravage la ville en 1182, d’autant que des traces de feu ont été repérées au niveau de l’aile sud du cloître. L’ampleur limitée de celles-ci ne permet toutefois pas de lier avec certitude les deux événements.
L’église ne semble ensuite pas avoir fait l’objet de travaux majeurs jusqu’au XVe siècle, sous l’abbatiat de Jean Rodolphe de Laubgass. Les travaux débutent en 1470 avec le clocher puis le chœur roman est démoli en 1478 et la première pierre du chœur gothique posée le 11 juillet 1479. La façade occidentale est également reconstruite pendant cette période, mais il n’y a en revanche pas de traces de travaux dans la nef,.
Endommagée pendant la guerre de Trente Ans, l’église ne fait l’objet que de réparations sommaires, mais l’union à la congrégation de Saint-Vanne et Saint-Hydulphe en 1659 est suivie de travaux de grande ampleur, une grande partie du monastère étant reconstruite. Débutés en 1682, les travaux s’achèvent en 1686 et l’église est alors plus conforme au goût néo-classique.
Vendue avec le reste du monastère comme bien national en 1793, l’église est divisée en plusieurs lots et progressivement détruite dans la première moitié du XIXe siècle.

## Description

### Église gothique
Au début du XVIIe siècle, l’église possède deux orgues. Un nouvel instrument ou des réparations d’ampleur sont effectués dans la première moitié du XVIIe siècle. Presque rien n’est connu des vitraux, si ce n’est que l’abbé Burcard Nagel fait réaliser en 1521 une verrière le représentant avec ses parents en prière devant la Vierge Marie pour lui demander son intercession. Le nombre de tableaux et de statues, leurs tailles et leurs thèmes sont connus par un inventaire de 1659, mais celui-ci ne permet pas de savoir de quand datent ces représentations, leurs auteurs ou les détails de la composition. 

### Église néo-classique

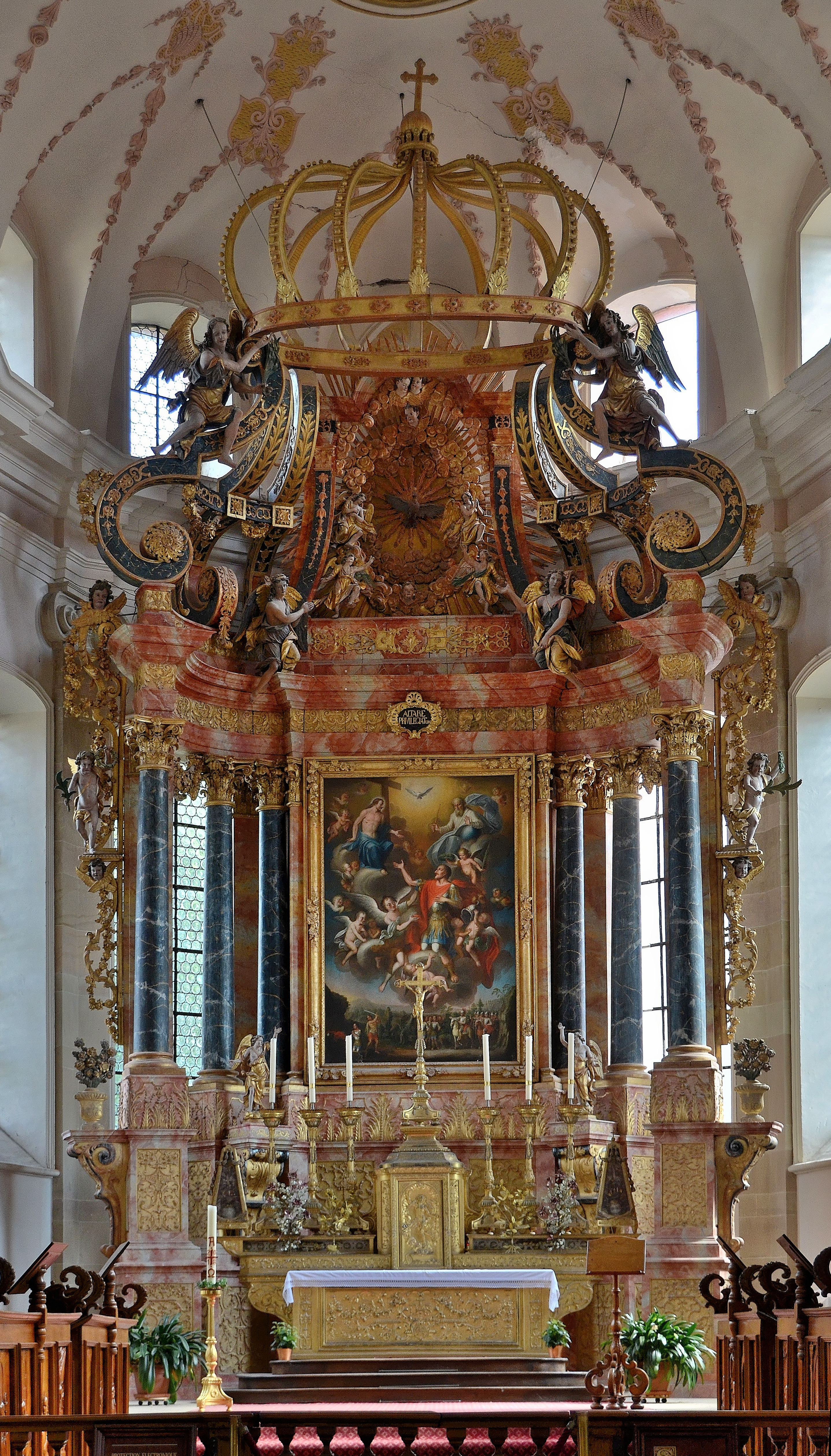
Le maître-autel de l’abbatiale d’Ebermunster, probablement similaire à celui de l’abbatiale du XVIII de Munster.

Le maître autel est réalise dans le style baroque romain en 1682. La table d’autel est encadrée de colonnes surmontées d’anges soutenant un baldaquin en forme de couronne. Il était ainsi probablement similaire à celui encore visible à l’église abbatiale d’Ebermunster.
L’orgue de l’ancienne église semble avoir été conservé pendant un temps. Un nouvel instrument est construit en 1706 par Claude Legros. Il fait l’objet de réparations en 1737 après avoir été endommagé par la foudre. Cet orgue a disparu à la Révolution.